# 林垐
林垐（1606年—1647年），字子埜，福建福州府侯官縣人，明朝末年至南明政治人物。

## 生平
崇禎六年（1633年）癸酉科福建鄉試舉人，十六年（1643年）癸未科進士。授海寧縣知縣，杭州失守後去職。隆武帝命林垐為監察御史，改吏部文選司員外郎，募兵福寧州。黃宗羲《魯紀年》載：初，垐於隆武朝主銓政；曰：「此潤色太平之事，顧今日之所急耶？」乃辭去。募兵數千人，為鄭芝龍所阻，不得志；復散兵入山，製棺一具，布衣一襲，書「大明孤臣之柩」以待死。聞上（魯王朱以海）至而起兵。魯王航海至長垣，林垐與林汝翥攻福寧，兵敗，皆死之。《明史》有傳。

## 著作
有《居易堂集》、《耻齋集》、《哀山東集》。